# USS Sirago (SS-485)
USS Sirago (SS-485) là một  tàu ngầm lớp Tench được Hải quân Hoa Kỳ chế tạo vào giai đoạn cuối Chiến tranh Thế giới thứ hai. Nó là chiếc tàu chiến duy nhất của Hải quân Hoa Kỳ được đặt cái tên này, theo tên loài cá hồi vân. Nhập biên chế năm 1945, nó hoàn tất quá trễ để có thể phục vụ trong Thế Chiến II, nhưng đã phục vụ trong giai đoạn Chiến tranh Lạnh và được hiện đại hóa trong khuôn khổ dự án GUPPY II vào năm 1949. Sirago được cho xuất biên chế đồng thời xóa đăng bạ vào năm 1972, và cuối cùng bị bán để tháo dỡ vào năm 1973.

## Thiết kế và chế tạo

### Thiết kế
Lớp tàu ngầm Tench là sự cải tiến tiếp theo của các lớp tàu ngầm hạm đội   Balao và   Gato, vốn đã chứng minh thành công trong hoạt động chống Nhật Bản tại Mặt trận Thái Bình Dương. Lớp tàu này, tích lũy những kinh nghiệm trong giai đoạn đầu của cuộc xung đột, là lớp tàu ngầm cuối cùng được Hải quân Hoa Kỳ chế tạo trong chiến tranh.
Những chiếc lớp Tench có chiều dài 311 ft 9 in (95,02 m), mạn tàu rộng 27 ft 4 in (8,33 m) và mớn nước tối đa 17 ft (5,2 m), có trọng lượng choán nước 1.570 tấn Anh (1.600 t) khi nổi và 2.414 tấn Anh (2.453 t) khi lặn. Chúng trang bị bốn động cơ diesel Fairbanks-Morse 38D8-⅛ 10-xy lanh chuyển động đối xứng, dẫn động máy phát điện để cung cấp điện năng cho hai động cơ điện, đạt được công suất 5.400 shp (4.000 kW) cho phép di chuyển với tốc độ tối đa 20,25 hải lý trên giờ (37,50 km/h) khi nổi. Khi hoạt động ngầm dưới nước, chúng được cung cấp điện từ hai dàn ắc-quy Sargo 126-cell để vận hành hai động cơ điện Elliott lõi kép tốc độ chậm, có công suất 2.740 shp (2.040 kW) và đạt tốc độ tối đa 8,75 kn (16,21 km/h). Tầm xa hoạt động là 16.000 hải lý (30.000 km) khi đi trên mặt nước ở tốc độ 10 kn (19 km/h) và có thể hoạt động kéo dài đến 75 ngày; tuy nhiên khả năng hoạt động ngầm bị giới hạn bởi dung lượng điện ắc-quy, sẽ cạn trong 48 giờ khi di chuyển với tốc độ 2 kn (3,7 km/h). Chiếc tàu ngầm mang theo tiếp liệu đủ cho mười sĩ quan và 71 thủy thủ trong 75 ngày.
Lớp Tench được trang bị mười ống phóng ngư lôi 21 in (530 mm), gồm sáu ống trước mũi và bốn ống phía đuôi tàu, và mang theo tổng cộng 28 quả ngư lôi. Vũ khí trên boong tàu gồm một hải pháo 5 inch/25 caliber, một khẩu pháo phòng không Bofors 40 mm nòng đơn và một khẩu đội Oerlikon 20 mm nòng đôi, kèm theo hai súng máy .50 caliber.

### Chế tạo
Sirago được đặt lườn tại Xưởng hải quân Portsmouth ở  Kittery, Maine vào ngày 4 tháng 1, 1945. Nó được hạ thủy vào ngày 13 tháng 5, 1945, được đỡ đầu bởi bà L. Mendel Rivers, phu nhân Dân biểu Lucius Mendel Rivers của tiểu bang South Carolina, và được cho nhập biên chế cùng Hải quân Hoa Kỳ vào ngày 13 tháng 8, 1945 dưới quyền chỉ huy của Hạm trưởng, Trung tá Hải quân F. J. Harlfinger II.

## Lịch sử hoạt động

### 1945 - 1960
Chỉ hai ngày sau khi Sirago nhập biên chế, xung đột với Nhật Bản kết thúc. Nó tiến hành chạy thử máy dọc theo vùng bờ Đông và vùng biển Caribe trong mùa Thu năm 1945, và sau khi hoàn tất đã gia nhập Hải đội Tàu ngầm 8 đặt căn cứ tại New London, Connecticut. Trong tháng 1, 1946, nó đi đến Provincetown, Massachusetts để tham gia vào việc phá hủy các tàu ngầm Đức Quốc Xã U-1228 và U-805 ngoài khơi Cape Cod, Massachusetts lần lượt vào các ngày 5 và 8 tháng 2, và sau đó đánh chìm chiếc U-858 vào ngày 21 tháng 11, 1947. Sau khi quay trở lại New London, chiếc tàu ngầm hoạt động huấn luyện cùng Trường Tàu ngầm New London và phục vụ cho việc huấn luyện của lực lượng khu trục hạm đội; thử nghiệm đánh giá kỹ thuật và thiết bị mới; và tập trận hạm đội trong một khu vực trải dài từ eo biển Davis cho đến vùng biển Caribe.
Vào tháng 12, 1948, Sirago đi đến Xưởng hải quân Philadelphia để được hiện đại hóa trong khuôn khổ dự án GUPPY II. Khi công việc hoàn tất vào ngày 25 tháng 7, 1949, nó lên đường đi đến Norfolk, Virginia để gia nhập Hải đội Tàu ngầm 6, đơn vị mà nó phục vụ trong hơn 20 năm tiếp theo. Nó đảm nhiệm vai trò chống tàu ngầm và hạm tàu nổi, thu thập thông tin tình báo cũng như phục vụ cho việc nghiên cứu và phát triển. Trong thập niên 1950, nó hoạt động chủ yếu tại khu vực Tây Đại Tây Dương, tham gia các đợt thực hành hạm đội và tập trận phối hợp giữa Hoa Kỳ và Canada cũng như các cuộc tập trận trong khuôn khổ Khối NATO vốn đưa nó vượt Đại Tây Dương sang hoạt động trong Bắc Hải. Trong giai đoạn này chiếc tàu ngầm đã hai lần được phái sang hoạt động cùng Đệ Lục hạm đội tại khu vực Địa Trung Hải, từ tháng 9 đến tháng 11, 1951 và từ tháng 9 đến tháng 12, 1954.
Vào ngày 2 tháng 6, 1954, Sirago mắc phải một tai nạn trong ụ tàu tại Portsmouth, New Hampshire. Trong khi con tàu được sửa chữa, bao gồm việc sơn lại thùng dằn chính, một vụ nổ xảy ra khiến hai công nhân xưởng tàu thiệt mạng, và một thủy thủ cùng ba công nhân khác bị thương.

### 1960 - 1972
Vào tháng 10, 1962 Sirago đi vào Xưởng hải quân Norfolk để được cho một đợt đại tu và nâng cấp, bao gồm việc trang bị một cấu trúc thượng tầng làm bằng fiberglass. Sang mùa Xuân năm 1963, nó tiếp tục hoạt động huấn luyện cùng Đội đặc nhiệm Alfa, một đơn vị thử nghiệm chống ngầm. Sang mùa Thu, nó được phái sang khu vực Trung Đông để tham gia cuộc tập trận "Midlink IV" của Khối CENTO. Từ đó cho đến đầu thập niên 1970, con tàu tiếp tục các hoạt động thường lệ tại vùng bờ Đông. Vào ngày 1 tháng 7, 1971, Sirago, dưới quyền chỉ huy của Hạm trưởng Trung tá Hải quân Clyde H. Shaffer Jr., được điều sang Hải đội Tàu ngầm 12 đặt căn cứ tại Key West, Florida; nhưng chỉ bốn tháng sau đó, vào ngày 15 tháng 10, nó được điều trở lại Norfolk, và gia nhập trở lại Hải đội Tàu ngầm 6 cho đến khi ngừng hoạt động.
Sirago được cho xuất biên chế đồng thời rút tên khỏi danh sách Đăng bạ Hải quân Hoa Kỳ vào ngày 1 tháng 6, 1972. Con tàu cuối cùng bị bán cho Jacobson Metal Co. tại Chesapeake, Virginia, để tháo dỡ vào ngày 2 tháng 5, 1973.